# Vivian Vanderpuss
Vivian Vanderpuss és el nom artístic de Mackenzie Lemire, un intèrpret drag canadenc més conegut per competir en la tercera temporada de Canada's Drag Race, guanyant el títol de Miss Congeniality .
Lemire és originària de Kingsville, Ontario i actualment resideix a Victoria, Colúmbia Britànica.
Va aparèixer a la sèrie documental Canada's a Drag.

## Vida personal
Lemire utilitza els pronoms he/him fora del drag i she/her en drag.